# Último Gobierno
Último Gobierno fue un grupo de hardcore punk nacido en Burgos a mediados de los años 1980, y que estuvo en activo hasta 1994. Volvió a los escenarios en 2012.

## Historia
El grupo surge en 1984. La formación original era: Tomás (voz y guitarra), Mary (bajo) y Luis (batería). Al año siguiente sacan su maqueta, con temas grabados en estudio y en directo. Poco a poco van haciendo conciertos por la península y dándose a conocer. 
Con la ayuda de la gente del fanzine Penetración de Madrid, en 1987 autoeditan junto a los tolosanos Ruido de Rabia el split LP Eros versus Thanatos / Último Gobierno, uno de los primeros LP (si no el primero) de hardcore extremo (d-beat, crust...) en salir en España, que el paso del tiempo ha convertido en un clásico y una rareza (se prensaron unas 1000 copias).
Al poco de salir el vinilo, Miguel entra a la guitarra, mientras Tomás se centra en las voces. La popularidad del grupo en la escena hardcore empieza a crecer, participan en el casete recopilatorio a favor de la insumisión Rock anti mili, y dan una serie de conciertos en Burgos, Zaragoza, País Vasco; con grupos como E.D.S. o los holandeses M.B.P..
En 1989, Juan y Gabi se incorporan a la banda, pasando ésta a tener dos guitarristas, tras la marcha de Miguel. En 1991, el grupo viaja a Zaragoza a grabar lo que iba a ser su segundo disco, en los estudios Kiko's. A mitad de la grabación, Tomás y Mary dejan el grupo por razones laborales, por lo que algunas canciones quedan grabadas sin la parte vocal, quedando el máster de grabación finalmente olvidado.[cita requerida]
La nueva formación (ahora nuevamente un trío) sigue dando conciertos, entrevistas en fanzines, etc. El sonido de la banda pasa a ser más punk rock. En 1994 graban otro split LP, Armados de verdad y fuego / Dickcheese, con los guipuzcoanos Dickcheese, que se convertiría en su última grabación, ya que el grupo se disolvería poco después.
En 1996, Luis formó el grupo Ruidoactivo con gente de otros grupos burgaleses (Fosa Komún, Bread Face); mientras Juan abría un estudio de grabación.
En el año 2000, el sello Backside records rescata del olvido la grabación del master de 1991, y edita su contenido en el CD Sigo soñando....
En 2009, tras quince años de silencio, se anuncia la vuelta de la banda, con Tomás y Gabi, y la incorporación en 2010 de Pablo (exguardia Vaticana) a la batería.
En 2011, se reedita el split de 1987. De esta reedición se encarga el sello Madrileño Sólo para Punks.
En 2015 se reorganiza la banda, sigue Tomás en la voz, Ángel en la guitarra, José  al bajo y Pablo en la batería.
Muy activos, sacan en mayo una edición limitada de 50 copias de su primer concierto en 1985. Aparece en julio "Silencio", un 12 pulgadas con temas nuevos y alguno nunca antes grabado y para el otoño editan el LP "Nuevo Ataque Aéreo", otro vinilo que recupera antiguos temas en una nueva grabación con la formación actual.
En 2016 ya con la formación estabilizada editan un nuevo split LP con la banda Venezolana B.E.T.O.E y el sello Kaos Diystro Records edita oficialmente en casete la maqueta de 1985.
En 2017 vuelven a editar un nuevo split LP, esta vez con la banda inglesa Active Minds.
En 2018 el sello Indonesio Tarung Records y el Burgalés E.R.A editan la casete Entre las Cenizas, cinta recopilatoria de material antiguo de la banda que incluye algún tema nunca editado anteriormente y el sello Madrileño Victim Records edita el recopilatorio Días de Sangre y Fuego en formato Cd, este recopilatorio incluye el LP Silencio y los temas incluidos en sus dos últimos splits con B.E.T.O.E y Active Minds.

## Miembros

### 1984-1987
- Tomás (voz y guitarra)
- Mary (bajo)
- Luis (batería)

### 1987-1989
- Tomás (voz)
- Miguel (guitarra)
- Mary (bajo)
- Luis (batería)

### 1989-1991
- Tomás (voz)
- Juan (guitarra)
- Gabi (guitarra)
- Mary (bajo)
- Luis (batería)

### 1991-1994
- Juan (guitarra y voz)
- Jebi (bajo y voz)
- Luis (batería)

### 2009 - 2011
varias formaciones hasta 2011
- Tomás (voz)
- Gabi (guitarra)

### 2011 - 2014
- José (guitarra)
- David (bajo)
- Pablo (batería)
- Tomás (voz)
- Gabi (guitarra)

### 2015 - 2016
- Tomás (voz)
- Ángel (guitarra)
- José (bajo)
- Pablo (batería)

### 2017
- Tomás (voz)
- Ángel (guitarra)
- José (bajo)
- Emilio (batería)

### 2018
- Tomás (voz)
- Ángel (guitarra)
- José (bajo)
- José (batería)

### 2018 -
- Tomás (voz)
- Ángel (guitarra)
- José (bajo)
- Eder (batería)

## Discografía
- Eros versus Thanatos / Último Gobierno, split LP con Ruido de Rabia (autoedición-Penetración, 1987). 15 temas.
- Un tema ("Soldados") en el casete recopilatorio Rock anti mili (Ateneu Llibertari Poble Sec,1988), a favor de la insumisión.
- Varios temas en el casete recopilatorio Burgos me mata (autoedición, 1992).
- Armados de verdad y fuego / Dickcheese, split LP con Dickcheese (Potencial Hardcore, 1994). 10 temas.
- Sigo soñando..., CD que recupera remasterizadas las grabaciones del LP de 1991, que no fue editado (Backside records, 2000). 12 temas.